# Orquestra do Estado Bávaro
Orquestra do Estado Bávaro ou Orquestra do Estado da Baviera (em alemão Bayerisches Staatsorchester) é a orquestra da Ópera do Estado Bávaro, com sede em Munique, capital do estado alemão Baviera.
Fundada na épocade Ludwig Senfl (1523) a orquestra, especializada em música sacra, se tornou uma das mais melhores da Europa, perdendo para Orlando di Lasso. Em 1651 as óperas italianas foi introduzida em Munique. De 1762 em diante a orquestra foi chamada de "Hoforchester" (Orquestra Tribunal), com a revolução em 1918, o nome atual foi introduzido.
A orquestra tinha uma longa e bem sucedida cooperação com Carlos Kleiber, que ocorreu entre 1968 até 1997, embora ele nunca tendo atuado como diretor musical. Desde 1998 Zubin Mehta vinha sendo o diretor musical, deixando o cargo para Kent Nagano em 2006.
A Orquestra do Estado Bávaro é uma das três maiores orquestras da cidade de Munique, junto com a Orquestra Sinfônica da Rádio Bávara e a Orquestra Filarmônica de Munique.

## Diretores musicais
| - 1836-1867 Franz Lachner - 1867-1869 Hans von Bülow - 1870-1877 Franz Wüllner - 1872-1896 Hermann Levi - 1894-1896 Richard Strauss - 1901-1903 Hermann Zumpe - 1904-1911 Felix Mottl - 1913-1922 Bruno Walter - 1922-1935 Hans Knappertsbusch - 1937-1944 Clemens Krauss | - 1945 Hans Knappertsbusch - 1946-1952 Georg Solti - 1952-1954 Rudolf Kempe - 1956-1958 Ferenc Fricsay - 1959-1968 Joseph Keilberth - 1971-1992 Wolfgang Sawallisch - 1992-1998 Peter Schneider - 1998-2006 Zubin Mehta - 2006-presente Kent Nagano |